# Toronto FC II
Toronto FC II é um clube de futebol da cidade de Vaughan, Ontário. O time é uma subdivisão do Toronto FC

## História
O time estreou na United Soccer League em 2015, quando não chegou aos playoffs. Em 2016 novamente não conseguiu passar da primeira fase.